# Mortal Kombat: Rebirth
Mortal Kombat: Rebirth é um curta-metragem de ação de 2010 dirigido por Kevin Tancharoen, escrito por Oren Uziel e com coreografia da luta por Larnell Stovall. Lançado inicialmente no site de compartilhamento de vídeos YouTube, sem uma indicação clara de sua procedência, o vídeo foi recebido com entusiasmo pela imprensa especializada, ainda que a sua origem tenha sido motivo de debate e informações conflitantes. 
Protagonizado por Michael Jai White, Rebirth é inspirado na série de jogos de luta Mortal Kombat. Poucos dias após a disponibilização do vídeo, foi revelado que o Tancharoen o havia produzido para apresentar à Warner Bros., proprietária da Midway Games e da franquia, sua visão para um novo filme inspirado nos jogos, apresentando uma visão reimaginada dos personagens. Ed Boon, um dos criadores da franquia, posteriormente a reconheceu como "um legítimo universo alternativo" e a Warner Bros. contratou Tancharoen para produzir uma série de dez episódios baseada no filme, a ser disponibilizada na internet.

## Adaptação e enredo
O curta-metragem apresenta uma versão alternativa do universo de Mortal Kombat. Os personagens do jogo são retratados de forma muito diferente de suas origens, com base no realismo. Não há menção à Outworld ou qualquer outro dos elementos sobrenaturais presentes originalmente nos jogos, apenas a um torneio - parte principal do enredo em ambas as mídias.
O filme narra o encontro entre o policial Jackson Briggs e o assassino Hanzo Hasashi. Hanzo está numa sala de interrogatório da delegacia, e é informado por Briggs dos últimos eventos envolvendo dois notórios criminosos, traçando o perfil de ambos: o primeiro seria um homem conhecido pela alcunha de "Reptile", que nasceu com uma desordem genética - Ictiose arlequim - que fez com sua pele produzisse células em excesso, impedindo que sua pele retivesse água e, em adição, faz com que seus olhos se formem de dentro para fora. Ele é conhecido por matar pessoas arrancando suas cabeças - e também por eventualmente comê-las. O segundo homem é Alan Zane, conhecido pela alcunha de "Baraka". Este último teria sido o responsável por assassinar o astro de cinema e lutador Johnny Cage, numa sequência mostrada através de flashbacks. Briggs diz que acredita que ambos estejam trabalhando para um homem chamado Shang Tsung, e afirma que Cage, antes de morrer, lhe teria dito que Tsung estava organizando um torneio de lutas entre os principais lutadores do mundo.
Briggs então faz uma proposta à Hasashi: libertá-lo para que possa, trabalhando para a polícia, ingressar no torneio e vencê-lo, e "fazendo o que faz melhor", matar todos os psicopatas que estivessem participando, ajudando a diminuir o caos que havia se instaurado na cidade. Hasashi não mostra interesse, lembrando Briggs que havia se rendido à polícia e podia se libertar quando quisesse. Após se soltar das algemas que o prendiam, Hasashi questiona Briggs sobre o que ele poderia oferecê-lo em troca da ajuda que pedia. Então, Sonya Blade entra na sala, trazendo consigo uma pasta contendo informações coletadas pelo Federal Bureau of Investigation sobre o assassino "Sub-Zero". Hasashi alega que Sub-Zero está morto, ao que Sonya lhe diz que as fotos dentro da pasta haviam sido tiradas no dia anterior. Surpreso, Hasashi é informado que havia matado, na verdade o irmão de Sub-Zero. Sonya diz a Hasashi que seu arqui-rival está vivo, e participará do torneio promovido por Tsung. Hasashi se levanta, e tanto Sonya quanto Briggs lhe lembram das condições: não deixar sobreviventes. Hasashi responde:
| “ | Hasashi está morto. Meu nome é Scorpion. | ” |

## Elenco

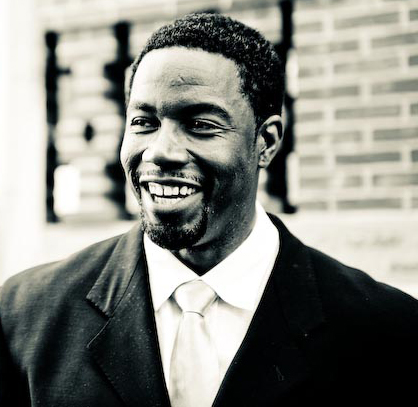
O ator Michael Jai White.

- Michael Jai White interpreta Jackson Briggs, capitão da polícia de Deacon City e responsável pelo comando da Unidade de Crimes Violentos da cidade.[1][5][6][8]
- Jeri Ryan interpreta Sonya.[9]
- Ian Anthony Dale interpreta Scorpion / Hanzo Hasashi.[1]
- Matt Mullins interpreta Johnny Cage, um ex-ator que passou a trabalhar para a polícia quando sua carreira desmoronou. Sua morte pelas mãos de Baraka é exibida logo no início do curta-metragem, através de um flashback.[1][9]
- Lateef Crowder interpreta Alan Zane / Baraka, um cirurgião plástico que, após matar acidentalmente um paciente, veio a assassinar outras duas dúzias. Transtornado, passou por uma série de modificações corporais, colocando piercings em seu rosto, afiando seus dentes e implantando duas lâminas de metal em seu próprio braço.[1]
- Richard Dorton interpreta Reptile.[9]

Tanto Noob Saibot quanto Sub-Zero são mencionados durante a conversa com Hasashi, assim como Shang Tsung. Este último é interpretado por James Lew e mostrado apenas por intermédio de uma fotografia.

## Desenvolvimento e lançamento
Mortal Kombat: Rebirth foi lançado inicialmente no YouTube, em 8 de junho de 2010..., e recebido de forma confusa pela mídia. Diversos sites, incertos de sua procedência, especularam se o vídeo seria uma jogada de "marketing viral" para promover um filme ou um videogame baseado na franquia. Mesmo os atores envolvidos apresentavam declarações contraditórias: os representantes de White acreditavam que era uma propaganda para um próximo jogo Mortal Kombat, enquanto Jeri Ryan descreveu o vídeo como uma proposta para um vindouro filme.
Kevin Tancharoen, o diretor do curta-metragem, gastou cerca de US$ 7.500,00 para produzi-lo. Conhecido por produções com um apelo completamente diferente como o filme de dança You Got Served e o musical Fame, Tancharoen levou dois meses para produzir tudo. As filmagens ocorreram em abril de 2010 num período de dois dias, utilizando câmeras que haviam sido emprestadas. O ator Matt Mullins já conhecia o diretor, mas não havia tido uma oportunidade de trabalhar com ele. Poucos meses antes das filmagens Tanchorean ligou para ele, convidando-o para participar de um curta-metragem que ele estava planejando filmar. O roteiro foi enviado para Mullins que, impressionado com o texto e com a visão do diretor para a franquia, aceitou participar como Johnny Cage.
Larnell Stovall, além de ter sido o responsável pela coreografia de todas as lutas, foi também o responsável por apresentar Michael Jai White ao projeto, arranjando uma reunião entre o ator e Tanchorean que explicou à White qual era sua proposta para a série. Jeri Ryan, quando questionada sobre seu papel no filme, disse ter aceitado fazê-lo como um favor a um amigo.

## Repercussão
| “ | De onde veio, quem está por trás e qual é o propósito a que serve são coisas ainda desconhecidas, mas o curta-metragem Mortal Kombat: Rebirth, lançado hoje no YouTube, vale sete minutos e meio de seu dia. | ” |

Mitch Dyer, em opinião publicada no endereço Geek.com, declarou que as menções aos termos "Finish Him" e "Fatality", presentes nos jogos, assim como os "codinomes" acabavam por ser um humor involuntário, entretanto, o uso de uma abordagem mais sombria e realista era interessante e o deixava ansioso para descobrir o que seria o vídeo. De forma similar opinou Kevin Melrose, do blog Spinoff Online, ligado ao Comic Book Resources: "Eu não sei se esse vídeo é uma prévia de um novo filme ou série de televisão inspirados em Mortal Kombat, ou simplesmente um trailer com atores reais do próximo jogo - a última opção parece ser mais possível - mas, o que quer que seja, é incrível. E eu nem gosto da franquia Mortal Kombat".
Dustin Quillen, do site 1UP, disse que o vídeo parecia inicialmente indicar a produção de um novo filme, mas a ausência de qualquer notícia comentando uma possível terceira incursão cinematográfica da franquia o fez acreditar que provavelmente se tratava de uma propaganda para o jogo Mortal Kombat 9. Após a disponibilização do vídeo, o termo "Kombat" se tornou um dos tópicos mais mencionados na rede social Twitter. No site Latino Review, um dos jornalistas chegou a proclamar que Rebirth era a adaptação com a qualidade e censura alta que os fãs mereciam. O ator Matt Mullins declarou que a nova reinterpretação promovida por Tancharoen "trazia ao cinema a linguagem dura e violenta que fez com que o jogo Mortal Kombat se tornasse tão popular".
Adam Rosemberg, da MTV, declarou que não fazia a menor ideia do que era o filme - mas sabia que era incrível e distinguia-se de tudo que já havia sido feito com a franquia. Segundo o site brasileiro "Judão", ligado à MTV Brasil, tanto fãs quanto o "público leigo" haviam reagido de forma "absurdamente positiva" ao curta. Leonardo Di Sessa, do site HQ Maniacs ligado à HQM Editora, declarou que uma "abordagem realista elimina boa parte dos elementos mais conhecidos de Mortal Kombat, alterando até mesmo o visual dos personagens", o que teria desagradado alguns fãs, ainda que boa parte das pessoas que assistiram ao vídeo tenham se mostrado impressionadas.
Ed Boon, um dos criadores do jogo original, comentou o filme em seu perfil no Twitter, chamando-o de "incrível" mas se mostrando surpreso por não saber que a adaptação estava sendo feita, embora esclarecendo que o vídeo "provavelmente cruza a linha de até aonde uma reinvenção poderia ir". Posteriormente, numa entrevista ao site Gamasutra, Boon teria declarado que o vídeo havia sido "incrivelmente bem feito" e era "um legítimo universo alternativo de Mortal Kombat".

## Websérie
Ainda em junho, Tancharoen declarou em entrevista quais seriam seus planos para a franquia caso a proposta oferecida pelo curta-metragem fosse aceita. No início de janeiro do ano seguinte, vários sites começaram a anunciar que a Warner Bros. começaria a produzir uma "websérie" oficial de dez episódios, a partir do universo criado pelo curta. Em 23 de janeiro, os rumores se mostraram verdadeiros quando a empresa anunciou oficialmente a produção. As gravações terão início em fevereiro no Canadá e tanto Michael Jai White quanto Larnell Stovall já tiveram seus retornos confirmados oficialmente. Segundo o site IGN, o ator Ian Anthony Dale também já teria sido contratado, enquanto Jeri Ryan estava negociando o seu retorno.
Detalhes sobre o enredo da série, se a mesma se situará no mesmo universo que o curta-metragem ou ainda se terá a mesma abordagem realista e censura elevada são desconhecidos, assim como a forma em que serão disponibilizados os episódios, se gratuitamente, ou através de venda direta. A Warner anunciou apenas que a série será "uma antologia de múltiplos curta-metragens com atores reais, fornecendo uma abordagem nunca antes vista dos personagens que figuram no vindouro novo videogame assim como no universo do jogo" e servirá para promover o lançamento do jogo Mortal Kombat, previsto para ser disponibilizado em 19 de abril de 2011.
Mike Sharkey, do site GameSpy, entendendo que os curtas abordariam as origens dos personagens, mostrou-se relativamente decepcionado com o anúncio. Embora visse Michael Jai White como "perfeito" para o papel de Jax, preferia que "a Warner tivesse deixado Tancharoen manter a premissa na qual estava trabalhando". Em fevereiro de 2011, Tancharoen disponibilizou através de sua conta no Twitter imagens das filmagens. Naquela oportunidade, o site "Omelete" afirmou que o lançamento da série era esperado para coincidir com o de Mortal Kombat. Em abril, uma cena da série seria disponibilizada online, confirmando que o personagem Kano estaria presente na série, cujo título, revelou-se naquela oportunidade, seria Mortal Kombat: Legacy, Os episódios passariam a ser disponibilizados em 12 de abril.